# Гірі (Оклагома)
Гірі (англ. Geary) — місто (англ. city) в США, в округах Блейн і Канадіян штату Оклахома. Населення — 994 особи (2020).

## Географія
Гірі розташоване за координатами 35°38′13″ пн. ш. 98°19′1″ зх. д. / 35.63694° пн. ш. 98.31694° зх. д. (35.637076, -98.316976).  За даними Бюро перепису населення США в 2010 році місто мало площу 10,75 км², з яких 10,75 км² — суходіл та 0,01 км² — водойми.

### Клімат
| Клімат : Гірі         | Клімат : Гірі | Клімат : Гірі | Клімат : Гірі | Клімат : Гірі | Клімат : Гірі | Клімат : Гірі | Клімат : Гірі | Клімат : Гірі | Клімат : Гірі | Клімат : Гірі | Клімат : Гірі | Клімат : Гірі | Клімат : Гірі |
| Показник              | Січ.          | Лют.          | Бер.          | Квіт.         | Трав.         | Черв.         | Лип.          | Серп.         | Вер.          | Жовт.         | Лист.         | Груд.         | Рік           |
| Середній максимум, °C | 7,8           | 10,6          | 15,6          | 21,7          | 25,6          | 30,6          | 33,9          | 33,9          | 28,9          | 22,8          | 15,0          | 10,0          | 21,4          |
| Середній мінімум, °C  | −3,3          | −1,1          | 1,7           | 7,8           | 12,8          | 18,9          | 20,6          | 20,0          | 15,6          | 10,0          | 2,8           | −1,1          | 8,7           |
| Норма опадів, мм      | 23            | 28            | 48            | 71            | 109           | 102           | 58            | 64            | 84            | 64            | 43            | 33            | 729           |
| --------------------- | ------------- | ------------- | ------------- | ------------- | ------------- | ------------- | ------------- | ------------- | ------------- | ------------- | ------------- | ------------- | ------------- |
| Джерело: weather.com  |               |               |               |               |               |               |               |               |               |               |               |               |               |

## Демографія
Згідно з переписом 2010 року, у місті мешкало 1280 осіб у 473 домогосподарствах у складі 307 родин. Густота населення становила 119 осіб/км².  Було 574 помешкання (53/км²).
Расовий склад населення:
| - 62,6 % — білих - 25,1 % — корінних американців - 1,5 % — чорних або афроамериканців - 4,5 % — осіб інших рас |

До двох чи більше рас належало 6,4 %. Частка іспаномовних становила 9,5 % від усіх жителів.
За віковим діапазоном населення розподілялося таким чином: 30,6 % — особи молодші 18 років, 54,8 % — особи у віці 18—64 років, 14,6 % — особи у віці 65 років та старші. Медіана віку мешканця становила 35,4 року. На 100 осіб жіночої статі у місті припадало 94,2 чоловіків;  на 100 жінок у віці від 18 років та старших — 94,7 чоловіків також старших 18 років.
Середній дохід на одне домашнє господарство  становив 42 741 долар США (медіана — 25 313), а середній дохід на одну сім'ю — 50 168 доларів (медіана — 31 667). За межею бідності перебувало 28,5 % осіб, у тому числі 41,0 % дітей у віці до 18 років та 5,8 % осіб у віці 65 років та старших.
Цивільне працевлаштоване населення становило 381 осіб. Основні галузі зайнятості: освіта, охорона здоров'я та соціальна допомога — 31,8 %, мистецтво, розваги та відпочинок — 19,9 %, роздрібна торгівля — 10,0 %, сільське господарство, лісництво, риболовля — 8,4 %.